# Korn (album)
A Korn (vagy KoЯn, a cirill ábécé ja betűjével) amerikai rock együttes, a Korn saját magáról elnevezett debütáló albuma, melyet 1994. október 11-én adtak ki. Kétszeres platinalemez minősítést ért el az USA-ban a RIAA (Az amerikai hanglemezgyártók szövetsége) szerint.

## Stílus
Az album egyesíti az Alternatív metal, a Funk-metal és a Hiphop zenei hatásait egy új stílusban, melynek később Nu metal lett a neve. A Kornt tekintik ennek a stílusnak a megteremtőjének, habár a Korn nem szereti, ha Nu metalnak nevezik a stílusát, és a Heavy Groove megnevezést jobban szereti az együttes.
Ezek az elemek más együttesektől lettek átvéve, ugyanakkor az album tartalmaz egyedi, a Kornra jellemző elemeket is, mint például a Scat-éneklés, és a Skót duda használata.
Stephen Thomas Erlewine szerint a Korn olyan elemeket is felhasznált, melyek más együttes jellemzői voltak. Ilyen előadók például a Pantera, a Jane’s Addiction, a Rage Against the Machine, a Helmet, a Faith No More, a Anthrax, a Cypress Hill és az N.W.A. Cheryl Lynette Keyes író szerint a Korn hangzása az Acid-rap stílusú Eshamtól származik.

## Fogadtatás
Az album a megjelenése óta 2×-es platin lemez lett belőle az USA-ban.
Az együttest a "Shoots And Ladders" miatt jelölték az 1997-es Grammy-díjra, Best Metal Performance (Legjobb Metál Előadás) kategóriában.
A Q (magazin) minden idők legjobb metal albumának listáján a 127. helyezést érte el. " Az ő klinikai erőjük létrehozta a legtöbb aktivitást, miközben az énekes, Jonathan Davis dalszövegei szándékosan azoknak a tinédzsernek szól, akiket már valaha félreértettek, megfélemlítettek vagy visszaéltek a bizalmukkal."
A lemezt 2017-ben a Rolling Stone magazin a Minden idők 100 legjobb metalalbuma listáján a 30. helyre rangsorolta.

## Számok listája
1. Blind – 4:19
2. Ball Tongue – 4:29
3. Need To – 4:01
4. Clown – 4:37
5. Divine – 2:51
6. Faget – 5:49
7. Shoots And Ladders – 5:22
8. Predictable – 4:32
9. Fake – 4:51
10. Lies – 3:22
11. Helmet In The Bush – 4:02
12. Daddy – 17:31

A "Daddy" című szám véget ér 9:31-kor, és utána pár perc csend hallható. Utána egy bónusz szám hallható, melyben két ember vitája hallható (Micheal & Geri). Egy Dodge Dart motorján vitáznak. Ezt a felvételt egy elhagyott házban találta Ross Robinson, az album producere.

## Listás Helyezések
| Év   | Lista             | Helyezés |
| ---- | ----------------- | -------- |
| 1995 | Top Heatseekers   | #1       |
| 1996 | The Billboard 200 | #72      |

## Érdekességek
A "Daddy" Jonathan Davis gyerekkori sérelmeiről, molesztálásáról, és a megvetéséről szól. A számban az apját állítja be a molesztálónak, de később egy interjúban azt mondta, hogy egy nő volt. A szülei nem hittek neki, ezért nem foglalkoztak vele. A szám másik érdekessége, hogy csak az első három fellépésükön volt hallható. Jonathan azt mondta, a szám túl személyes neki, és ezt élőben nem szeretné eljátszani.
A dalszerzőként a Korn van feltüntetve az összes számnál. Jonathan a Blind-ot az előző együttesében, a Sexartban írta korábbi társával, Ryan Shuck-kal ( a későbbi Orgy tagja), és nem volt feltüntetve mint szerző. Ebből később pereskedés lett.

## Klipek
A Blind-hoz, a Shoots And Ladders-hez és a Clownhoz, valamint a Faget című szerzeményekhez készült videoklip.

## Közreműködők
Korn:
- Jonathan Davis – ének, skót duda
- Brian "Head" Welch – gitár, háttérének
- James "Munky" Shaffer – ritmusgitár
- Reginald "Fieldy" Arvizu- basszusgitár
- David Silveria – dobok

Egyéb:
- Judith Kiener – ének az altatódalban a "Daddy" végén.
- Chuck Johnson – keverés, 'engineer'-ing
- Ross Robinson – producer, 'engineer'-ing, keverés
- Eddy Schreyer – 'mastering'
- Stephen Stickler – fénykép
- Jay Papke/Dante Ariola – Design (Art Direction)

## Külső hivatkozások
- A Korn hivatalos honlapja